# Heinz Busch (MfS-Mitarbeiter)
Heinz Busch (* 19. Januar 1931 in Belgard; † 30. März 2021 in Berlin) war ein Oberst im Ministerium für Staatssicherheit (MfS) der DDR und bis 1989 stellvertretender Leiter der Abteilung VII (Auswertung) der Hauptverwaltung A (HVA). Durch seine Zusammenarbeit mit dem Bundesnachrichtendienst konnten 1990 mehrere Agenten der HVA enttarnt werden.

## Leben
Busch war Angehöriger der Kasernierten Volkspolizei und arbeitete von 1954 bis 1972 für das MfS in der Abteilung I, war Nachrichtenoffizier in der Botschaft der DDR in Moskau von 1959 bis 1963 und wurde erster Absolvent des MfS an der Frunse-Akademie, wo er von 1963 bis 1967 studierte. Er war in Militärgeschichte zum Dr. phil. promoviert und schätzte speziell die Marschmusik. Von 1972 bis 1975 war er Dozent an der Juristischen Hochschule des MfS in Potsdam-Eiche. Als er einen anonymen Brief an den NVA-Admiral Waldemar Verner aus Protest gegen die Vernachlässigung der Marschmusik geschrieben hatte, drohte ihm nach der Enttarnung die Entlassung. Doch 1975 versetzte Markus Wolf ihn in die Abteilung Auswertung, wo er von 1975 bis 1989 Leiter des Referats militärische Auswertung und Information war. Ab 1985 war er stellvertretender Abteilungsleiter von Werner Bierbaum.
Ende 1989 wurde er vom HVA-Chef Werner Großmann an den Zentralen Runden Tisch gesandt, um in einer reformierten DDR den Geheimdienst in neuer Form und möglichst ungeschoren fortbestehen zu lassen, zumindest aber Zeit zu gewinnen. Am 15. Januar 1990 aber trat er nach einem unbefriedigenden Gespräch mit einem stellvertretenden Leiter, Oberst Ralf-Peter Devaux, nach West-Berlin über und stellte sich in der Bundesrepublik Deutschland. Der Bundesnachrichtendienst befragte ihn in München, wo die Stasi-Agentin Gabriele Gast seinen Übertritt an ihre Führungsoffiziere in Ost-Berlin weitergab. Der BND konnte mehrere DDR-Agenten enttarnen, darunter den NATO-Spion Rainer Rupp, und Busch sagte auch in den folgenden Gerichtsverfahren als Zeuge aus. Ab 1993 lebte Busch wieder in Berlin und trat auch öffentlich auf Tagungen über den ostdeutschen Geheimdienst auf, so 2001 in Berlin.
Die Grabstätte Buschs befindet sich auf dem Zentralfriedhof Friedrichsfelde.

## Schriften
- Vom Armeemarsch zum Großen Zapfenstreich. Ein Lexikon zur Geschichte der deutschen Militärmusik. Der Kurier, Bonn 2005, ISBN 3-926518-92-8.
- Die NATO in der Sicht der Auswertung der HV A. In: Georg Herbstritt, Helmut Müller-Enbergs (Hrsg.): Das Gesicht dem Westen zu …: DDR Spionage gegen die Bundesrepublik Deutschland (= Analysen und Dokumente: wissenschaftliche Reihe des Bundesbeauftragten für die Unterlagen des Staatssicherheitsdienstes der Ehemaligen Deutschen Demokratischen Republik (BStU)). 2., korr. Auflage. Edition Temmen, Bremen 2003, ISBN 978-3-86108-388-7, S. 239–249.
- Die Militärspionage der DDR-Staatssicherheit. In: Europäische Sicherheit. Nr. 12, 1993, S. 617–621.
- Die Militärspionage der DDR. Berlin 2001 (Ms.)

## Einzelbelege
1. ↑  Peter-Ferdinand Koch: Enttarnt. Doppelagenten: Namen, Fakten, Beweise. Ecowin, Salzburg 2011, ISBN 978-3-7110-0008-8.
2. ↑  TAZ v. 17. November 2001

| Personendaten    | Personendaten                                                                    |
| ---------------- | -------------------------------------------------------------------------------- |
| NAME             | Busch, Heinz                                                                     |
| KURZBESCHREIBUNG | deutscher stellvertretender Abteilungsleiter im Ministerium für Staatssicherheit |
| GEBURTSDATUM     | 19. Januar 1931                                                                  |
| GEBURTSORT       | Belgard                                                                          |
| STERBEDATUM      | 30. März 2021                                                                    |
| STERBEORT        | Berlin                                                                           |